# 奧博利河

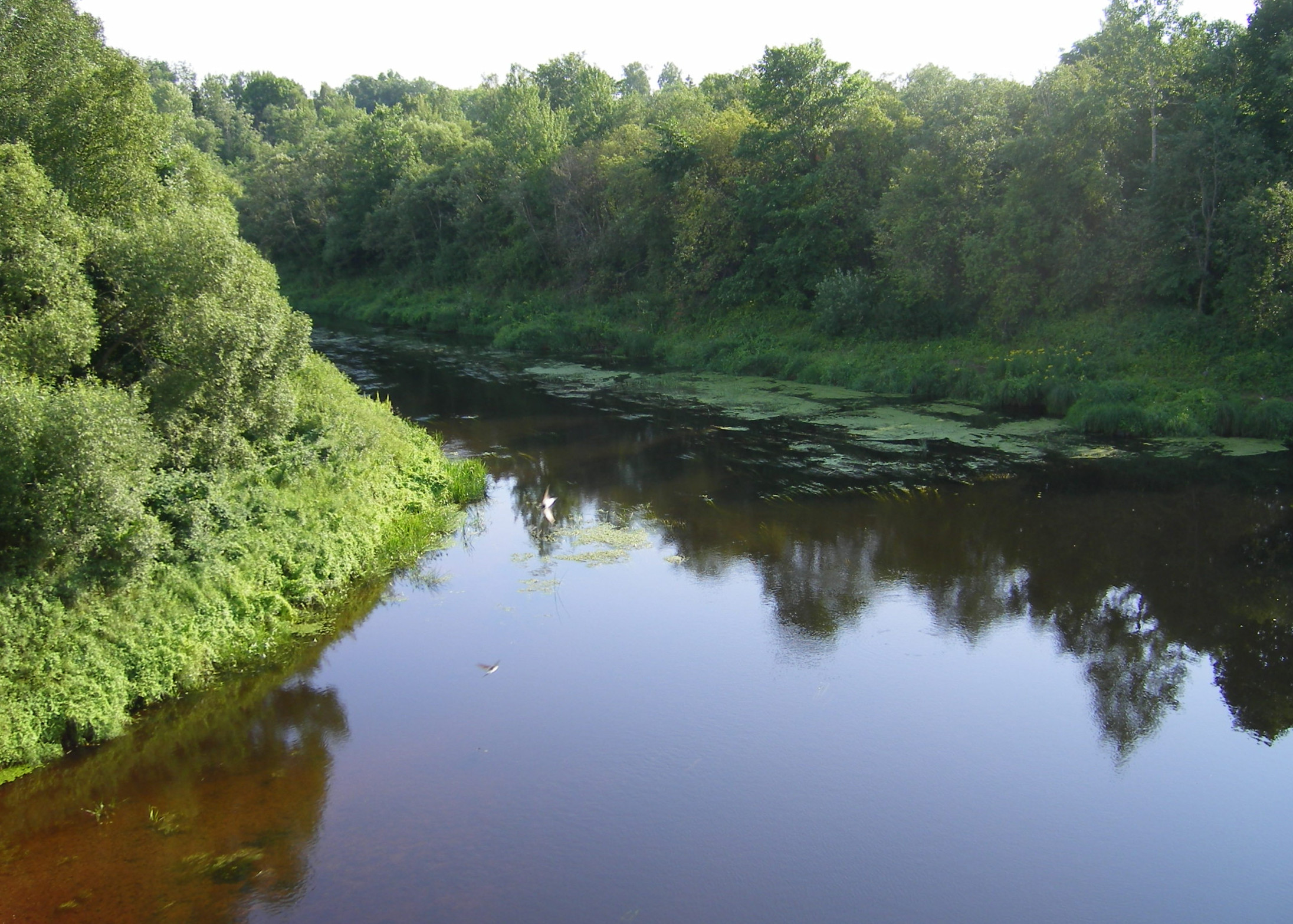
奧博利河

奧博利河（白俄羅斯語：Обаль）是白俄羅斯的河流，屬於道加瓦河的右支流，由維捷布斯克州負責管轄，河道全長148公里，流域面積2,690平方公里，發源自葉澤里采湖，每年十二月至翌年四月結冰。